# Connor O'Brien, 3e comte de Thomond
Connor O'Brien, 3e comte Thomond (né vers 1534 – mort janvier 1581), surnommé Groibleach (c'est-à-dire Long-nailed), fut le 3e comte de Thomond de 1553 à 1581

## Biographie
Connor O'Brien (Conchobhar mac Donnachaidh Ó Briain) est le fils de Donough et le  petit-fils de Conchobhar mac Toirdhealbaig Ó Briain mort en 1539. Il devient comte de Thomond en 1553 à la mort de son père. Ses droits lui sont contestés par son oncle, Donnell; mais il est confirmé dans son titre par Thomas Radclyffe, 3e comte de Sussex en 1558, qui proclame ses oncles traîtres bien que la paix ne soit définitivement instaurée qu'en 1565. Il noue ensuite des intrigues avec  James Fitzmaurice Fitzgerald en 1569, et s'enfuit en France; Il revient en Irlande et obtient son pardon en 1571, et la restitution de ses domaines en 1573.

## Union et postérité
Conor O'Brien épouse en premières noces Slaney O'Brien qui lui donne un fils, Donough O' Brien (Donnchadh)  (mort le 5 septembre 1624) 4e comte de Thomond, puis Ellen, fille de Donald mac Cormaic MacCarthy Mór veuve de James FitzGerald, 14e comte de Desmond, qui meurt en 1560 et est inhumée dans l'abbaye de Muckross. 
Il se marie enfin avec  Una, fill de Turlough Mac-i-Brien-Ara, avec qui il a deux fils et trois filles: 
- Teige (Tadhg) O'Brien († 1641)  de Dromore, près de  Ruan,
- Daniel (Domnhall) O'Brien († 1666) , créé 1er vicomte Clare en 1662;
- Honora, première épouse de Thomas Fitzmaurice, 18e Baron Kerry;
- Margaret, second épouse de James Butler, 2e Baron Dunboyne;
- Mary, épouse de Turlough Roe MacMahon de Corcovaskin.